# Nazionale di bob della Francia

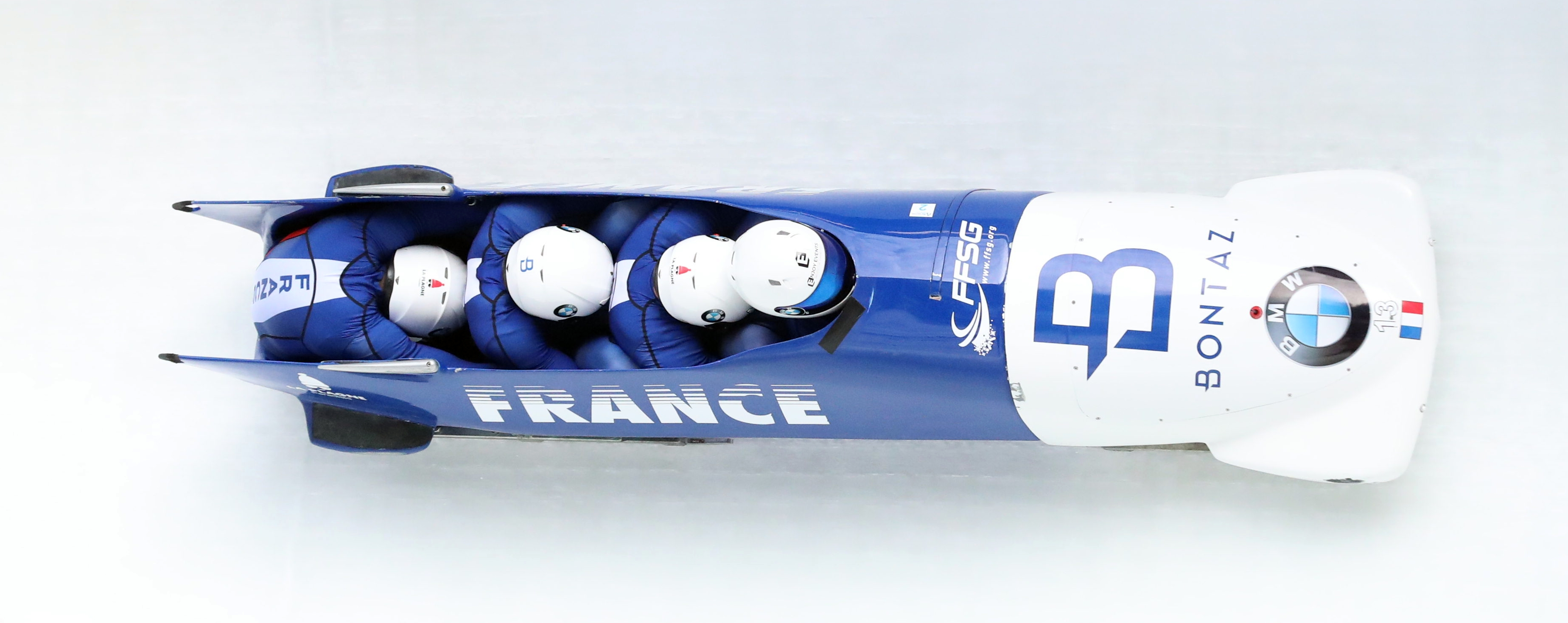
Bob a quattro francese ai Mondiali di Altenberg 2020

La nazionale di bob della Francia è la selezione che rappresenta la Francia nelle competizioni internazionali di bob.
La squadra ha preso parte a 19 su 23 edizioni dei giochi olimpici invernali, vincendo una medaglia di bronzo con il bob a quattro maschile a Nagano 1998.
In Francia, il bob è uno sport che si trova solo sulle Alpi. Esistevano diversi piste (Chamonix, Villard de Lans, L'Alpes d'Huez), ma l'unico che esiste ancora oggi è quello di La Plagne: costruito per i Giochi Olimpici di Albertville 1992, ha permesso ad equipaggi come il team Mingeon o il team Alard di vincere medaglie internazionali alla fine degli anni 1990. Bruno Mingeon, Emmanuel Hostache, Eric le Chanony e Max Robert sono gli unici atleti campioni del mondo e olimpici medagliati nel bob.

## Storia

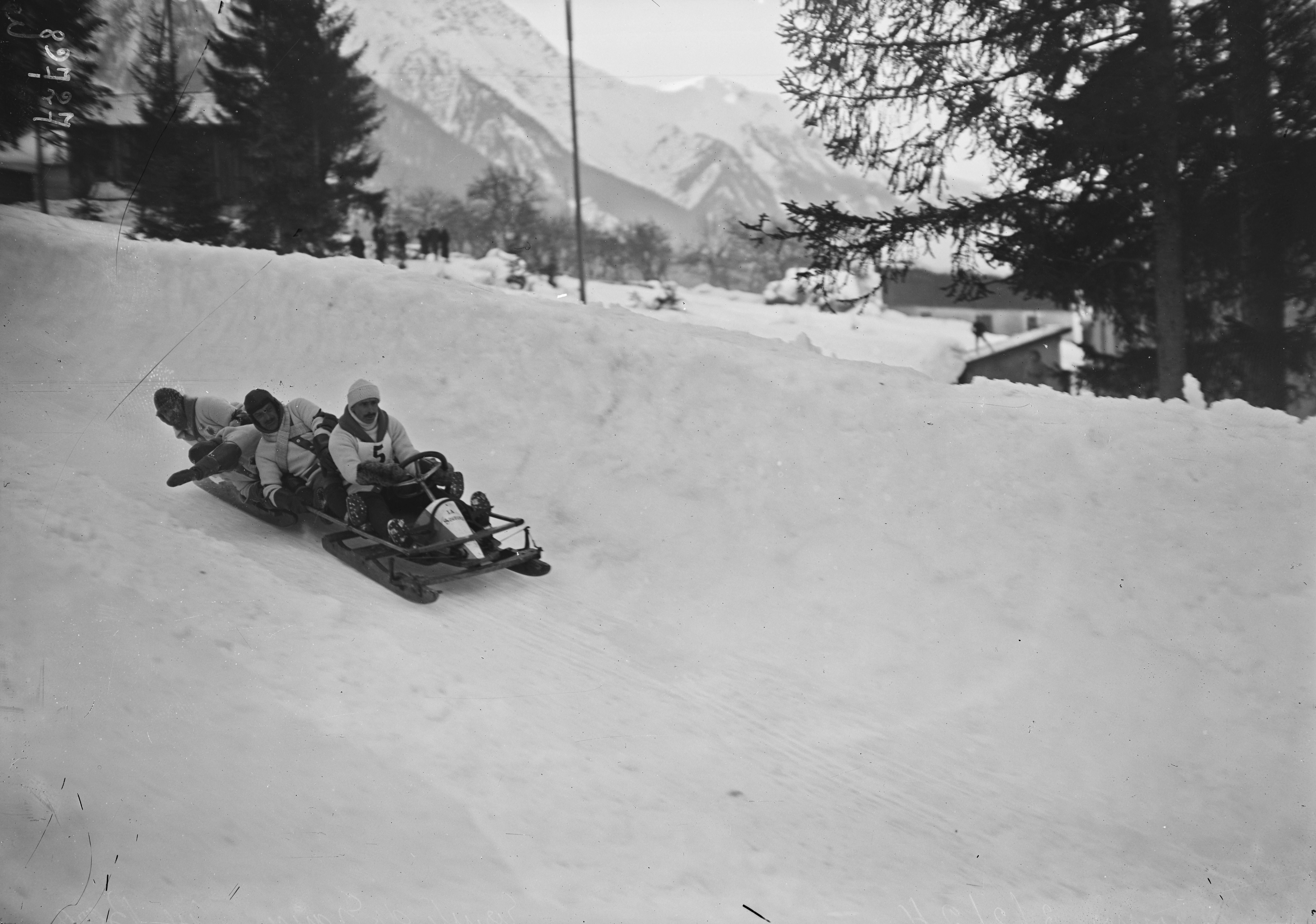
Equipaggio di Francia-1 ai primi giochi invernali di

### Origini
All'inizio del XX secolo, i bob francesi ottennero diverse vittorie: fra questi si ricordano La Bombe di Mérot e Fram di Carrelet, Boule de neige di Emile Maas o ancora Lutin di Alfred Georges Engel, Moser e i suoi "perché no", senza dimenticare il conte de la Frégeolière e la sua macchina da corsa Jeanne d'Arc, uno dei migliori equipaggi di negli anni 1910. Anche la leggendaria sportiva Marie Marvingt praticò il bob. Le prime gare francesi si svolsero probabilmente nell'inverno 1904-1905 nei pressi di Gex sulla Route de la Faucille, a due passi dalla vicina Svizzera. Data la pericolosità di queste gare organizzate su steade innevate, furono emanati spesso divieti da parte delle prefetture per contrastare l’aumento degli infortuni (Pontarlier nel 1909, Saint Gervais nel 1911, ecc.). Allo stesso tempo, la pratica si sviluppò nelle località invernali emergenti: un primo club fu così fondato nel 1909 a Chamonix, se gusto poi da quelli di Grenoble, Géradmer, Morteau e Cauterets. La località dei Pirenei ha la particolarità di organizzare una coppa offerta da Louis Blériot per gli studenti aviatori della scuola di Pau. Nel 1909 fu aperta la pista di Chamonix, lunga 1.800 m: la sua Coppa del Monte Bianco è conosciuta e riconosciuta dagli equipaggi internazionali. Nel 1913, accanto ai Campionati francesi di hockey su ghiaccio, fu organizzato sulla pista di Chamonix il primo Campionato francese sotto l'egida della USFSA: sconfitto nella finale di hockey, lo Chamonix Hockey Club si vendicò vincendo il titolo con il bob pilotato da Henri Van den Bulcke, giocatore di hockey belga e presidente della nascente Federazione internazionale di hockey su ghiaccio; completano la classifica il Luchon Sports, il Bobsleigh Club de France, il Bears Club e il Paris Skaters Club. Il successivo campionato francese del 1914 fu vinto dai bobbisti del FC Lille guidati da un certo De Lophen. Dopo la prima guerra mondiale, si tennero i Campionati francesi per la prima volta sui Pirenei (Superbagnères 1921 e 1922), vinti entrambi dal Bobsleigh-Club Lourdais.

### I primi Giochi olimpici invernali

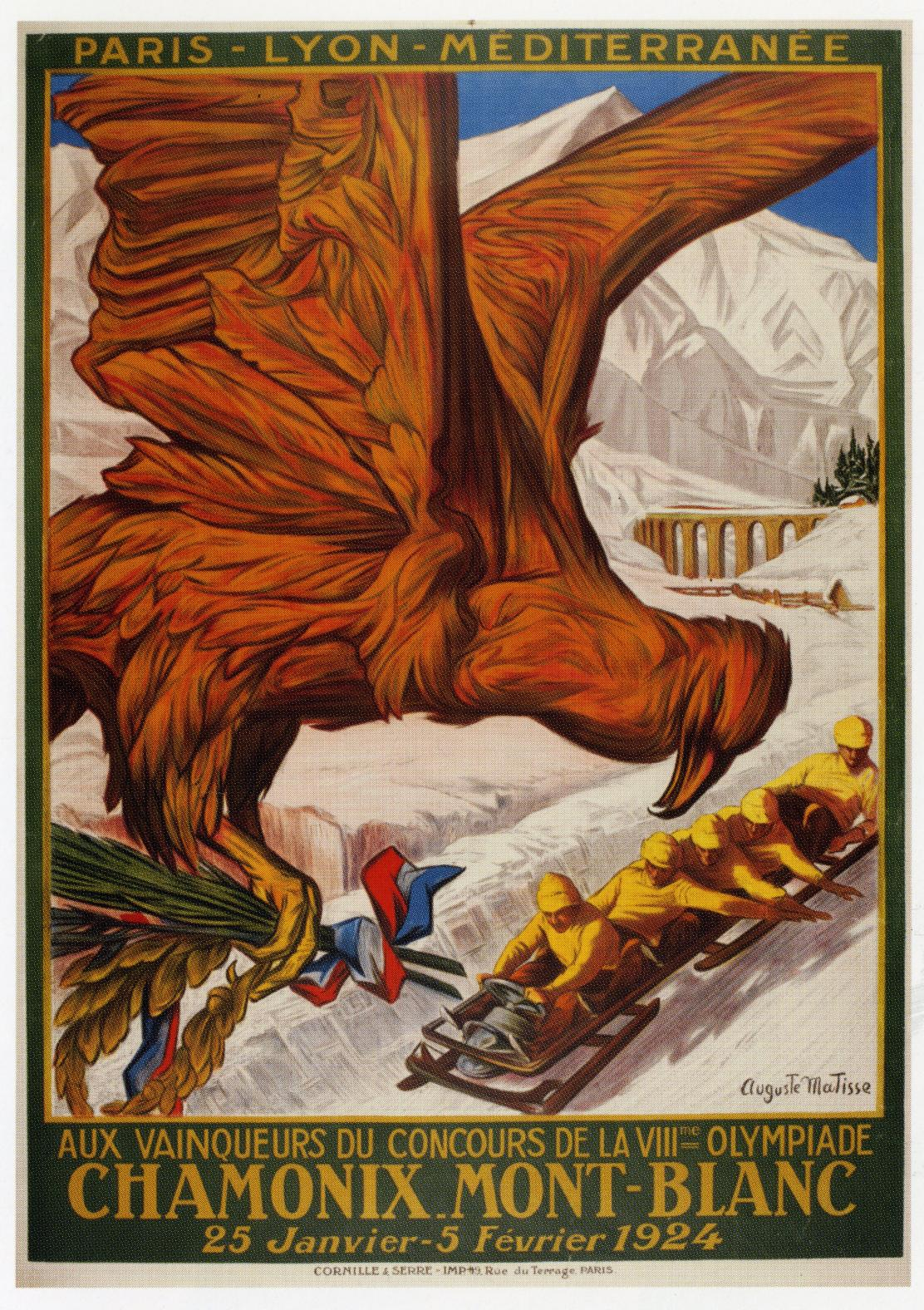
Il bob su un manifesto dei I Giochi olimpici invernali di Chamonix 1924

Nel 1922, Chamonix fu scelta come città ospitante dei primi giochi olimpici invernali del 1924: seppur la partecipazione del bob fosse indubbia, rimase il problema di stabilire le regole, in particolare se ammettere il bob in legno e arricciato (popolare in Francia e nella Svizzera francese) oppure il modello in acciaio e corde (diffuso nel resto della Svizzera, e in particolare a Davos), oltre a discutere sulla posizione da assumere sul bob (seduti, sdraiati in avanti o all'indietro), gli stili, le scuole variano, finanche il numero dei membri del team non era fisso.
Fu su iniziativa del CIO che, alla fine del 1923, il Comitato Olimpico francese convocò un congresso internazionale di bob che diede origine a regolamenti comuni e contribuì a creare la Federazione internazionale di bob e toboga (FIBT), di cui il conte Renaud de la Frégeolière fu presidente fino al 1960. Poco dopo iniziarono i lavori per la futura pista olimpica. Situata in località Les Pellerins, nei pressi della funicolare aerea dell'Aiguille du Midi, la pista permetteva ai bob e agli atleti di salire velocemente durante le gare.
Già campione di Francia nel 1923, De la Frégeolière fu il primo pilota di bob olimpico francese, pur essendo anche presidente della federazione internazionale. Le eliminazioni ti permettono di designare il bob che lo accompagnerà. Vince l'equipaggio di Luchon (Legrand). Per quanto riguarda la squadra di Berg (Parigi), è designata come sostituto. De la Frégeolière era considerato tra i favoriti, ma purtroppo per tre volte durante l'allenamento uscì di pista, fratturandosi gli stinchi sbattendo contro un albero nell'ultima. L'equipaggio Legrand, vittima di un problema meccanico durante la gara, non ha concluso la gara e alla fine sono stati Berg e il suo “Soudure” a realizzare la migliore prestazione, arrivando al 4º posto (su 6 bob classificati) a 20 secondi dal podio e a più di 35 secondi dall'equipaggio svizzero vincitore. Da notare la presenza su Soudure di un novizio reclutato pochi giorni prima dell'apertura dei Giochi, Jean d'Aulan, che in seguito fu campione di tuffi, automobilista e aviatore e partecipò a tutti i Giochi Olimpici fino al 1936.
Nel 1933 a Chamonix furono programmati i campionati del mondo, ma purtroppo un improvviso lieve maltempo impedì lo svolgimento delle prove. La fine degli anni '30 fu segnata dalla chiusura delle piste e dal disinteresse degli appassionati parigini che preferirsconoono il nuovo sport dello sci alpino. Il Campionato francese non venne disputato né nel 1936 né nel 1937. Nella Francia del Fronte Popolare, si parlava poco del bob, considerato – non senza ragione – borghese e costoso. 
La FFSH fu rifondata dal governo di Vichy nella Federazione francese degli sport sul ghiaccio. L’indipendenza del bob non esiste più e non esisterà più. Jean d’Aulan assume la guida della commissione bob di questa “nuova” federazione. Il Campionato francese di bob riprese nel 1942. L'inverno successivo, D'aulan prese per l'ultima volta le redini di un bob sulla pista di Chamonix e a 42 anni vinse il suo ultimo titolo sportivo.

### Secondo dopoguerra

Vista aerea nel 1957 del sito della futura pista olimpica di bob sopra la località dell'Alpe d'Huez ; sulla destra è ancora visibile il vecchio tracciato del 1951.

Nel 1947 ripresero le gare: ai Campionati mondiali di bob 1947 a Sankt Moritz, il bob a quattro francese vinse la medaglia di bronzo con l'equipaggio composto da Henri Evrot, Robert Dumont, Achille Fould e William Hirigoyen.
Il celebre attore Claude Brasseur fu selezionato per prendere parte alla squadra francese di bob alle Olimpiadi invernali di Innsbruck 1964, ma poco prima subì un grave incidente durante una gara e il suo casco esplose per la violenza dell'impatto contro la parete di ghiaccio: privo di sensi, fu trascinato per 600 metri lungo la discesa prima di poter essere salvato; in seguito dovette essere operato per inserire uno spillo nelle sopracciglia, una placca sullo zigomo e una mascella di metallo, tanto che in seguito amava scherzare dicendo: "Sarebbe stato facile recitare in Terminator".
In vista delle Olimpiadi invernali di Grenoble 1968 fu realizzata una nuova pista di bob all'Alpe d'Huez, in sostituzione di quella già costruita per i Campionati mondiali di bob 1951; costata 6,7 milioni di franchi, fu progettata dall'architetto italiano Luciano Galli e fu la prima pista realizzata in cemento. Purtroppo l'esposizione a sud e le alte temperature non consentirono di preparare la pista di ghiaccio al meglio, tanto che le gare olimpiiche dovettero essere disputate alle 6 del mattino per beneficiare delle temperature più fredde. La nazionale francese ottenne pessimi risultati: 16° e 20° (ultimo) posto nel bob a due e 7º posto nel bob a quattro. Terminati i giochi olimpici del 1968, la pista dell'Alpe d'Huez fu abbandonata e smantellata.

### Le Olimpiadi di Albertville 1992 e la rinascita del bob francese

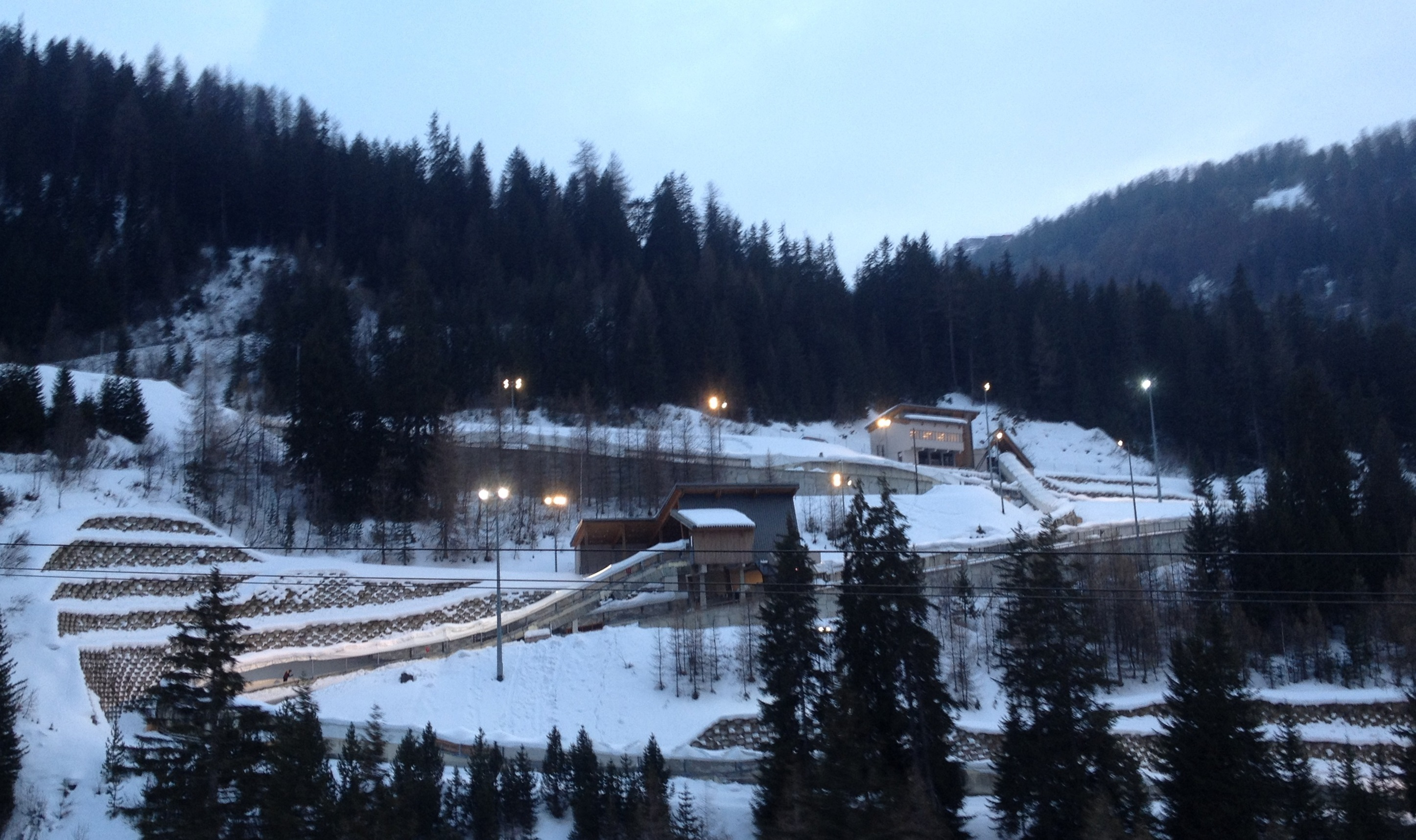
La pista di La Plagne

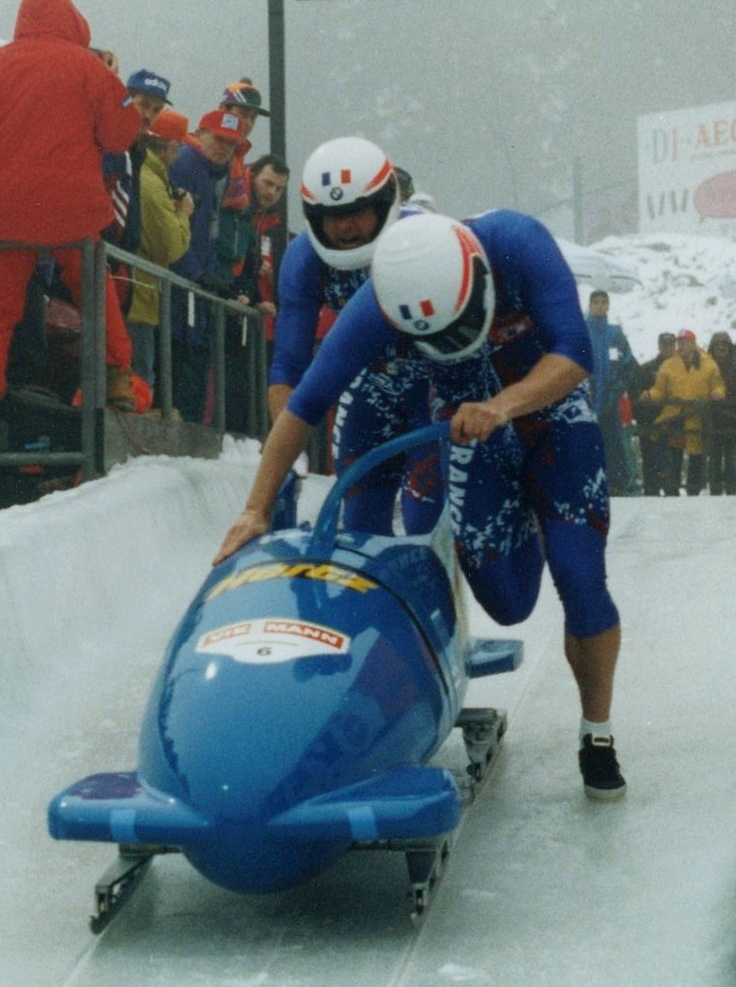
Éric Le Chanony ed Éric Alard ai Campionati mondiali di bob 1995, dove vinsero la medaglia di bronzo.

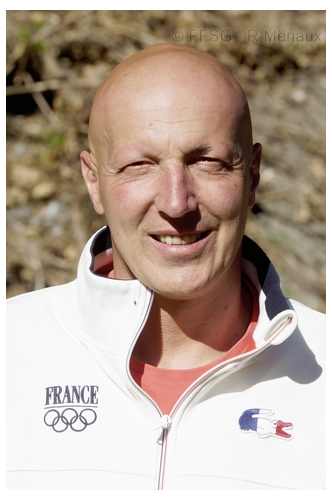
Tredici volte campione nazionale, Bruno Mingeon ha vinto medaglie anche nelle tre maggiori competizioni di bob (Olimpiadi, Campionati mondiali e Campionati europei).

Tra il 1988 e 1990 fu realizzata la pista di La Plagne in vista delle Olimpiadi invernali di Albertville 1992. Proprio la pista di La Plagne consentì di rifondare la squadra nazionale, che peraltro non si era presentata a Calgary 1988. Inizialmente formata da giovani dilettanti, la squadra francese ottenne subito ottimi risultati ai Campionati mondiali juniores di bob con il bob a quattro: bronzo a Sankt Moritz 1989 e oro a Cervinia 1990. Mediocri furono invece i risultati olimpici nel 1992, ma in seguito i bobbisti francesi crebbero poco a poco fino a raggiungere la top ten della classifica mondiale.
Ai Campionati mondiali di bob 1995 disputati a Winterberg l'equipaggio a due di Éric Le Chanony ed Éric Alard vinse la medaglia di bronzo.
Dopo aver raggiunto il podio nella tappa di Nagano della Coppa del Mondo di bob 1997, Mingeon e i suoi compagni giunsero come outsider ai giochi di Nagano 1998, allenati da Ivo Ferriani e guidati dal direttore tecnico Nano Pourtier: sorprendentemente vinsero la medaglia di bronzo con il bob a quattro a pari merito con la Nazionale di bob della Gran Bretagna. L'anno successivo, ai Campionati mondiali di bob 1999 a Cortina d'Ampezzo, Mingeon vinse l'oro nel bob a quattro e il bronzo nel bob a due, a cui si aggiunse la medaglia d'oro ai Campionati europei di bob 2000 con il bob a quattro e un argento ai Campionati europei di bob 2002 sempre con il quartetto.
Ai Campionati europei di bob 2019 di Schönau am Königssee, la coppia formata da Romain Heinrich e Dorian Hauterville vinse a sorpresa la medaglia di bronzo.
Ai Campionati mondiali juniores di bob 2021 le francesi Margot Boch e Madison Stringer vinsero la medaglia d'oro nella categoria under 23.

## Partecipazione ai giochi olimpici invernali

### Bob a quattro maschile
| anno | città                  | classifica | composizione |
| ---- | ---------------------- | ---------- | --- |
| 1924 | Chamonix-Mont Blanc    | 4° DNF     | Antony Berg, Henri Aldebert, Georges André, Jean, Marquis de Suarez d'Aulan Émile Legrand, Gabriel Izard, Jacques Jany, Fernand Legrand                                                                            |
| 1928 | Sankt Moritz           | 14° 15°    | Jean, Marquis de Suarez d'Aulan, Jacques Petitdidier, Michel Baur, Roger Petitdidier, William Beamish André Dubonnet, Bernard du Pontavice de Heussey, Joseph Dedein, Jacques Rheins, Stéphane de la Rochefoucault |
| 1936 | Garmisch-Partenkirchen | 9° DNF     | Louis Balsan, Jacques Bridou, Jean Dauven, Jean, Marquis de Suarez d'Aulan René Charlet, Étienne Payot, Albert Mugnier, Amédée Ronzel                                                                              |
| 1948 | Sankt Moritz           | 9° 13°     | René Charlet, Jean Morin, Jacques Descatoire, Amédée Ronzel Gilbert Achard-Picard, Félix Bonnat, Louis Saint Calbre, Henri Evrot                                                                                   |
| 1952 | Oslo                   | 11°        | André Robin, Joseph Chatelus, Louis Saint Calbre, Henri Rivière |
| 1956 | Cortina d'Ampezzo      | 18°        | André Robin, Pierre Bouvier, Jacques Panciroli, Lucien Grosso |
| 1968 | Grenoble               | 7° 11°     | Francis Luiggi, André Patey, Gérard Monrazel, Maurice Grether Bertrand Croset, Claude Roussel, Louis Courtois, Henri Sirvain                                                                                       |
| 1972 | Sapporo                | 9°         | Patrick Parisot, Yves Bonsang, Alain Roy, Gilles Morda |
| 1976 | Innsbruck              | 10°        | Gérard Christaud-Pipola, Alain Roy, André Belle, Serge Hissung |
| 1984 | Sarajevo               | 13°        | Gérard Christaud-Pipola, Philippe Aurox, Philippe Stott, Patrick Lachaud |
| 1992 | Albertville            | 8° 18°     | Christophe Flacher, Claude Dasse, Thierry Tribondeau, Gabriel Fourmigue Bruno Mingeon, Stéphane Poirot, Didier Stil, Dominique Klinnik                                                                             |
| 1994 | Lillehammer            | 16° 21°    | Bruno Mingeon, Philippe Tanchon, Gabriel Fourmigue, Éric Le Chanony Christophe Flacher, Thierry Tribondeau, Claude Dasse, Max Robert                                                                               |
| 1998 | Nagano                 | 3°         | Bruno Mingeon, Emmanuel Hostache, Éric Le Chanony, Max Robert |
| 2002 | Salt Lake City         | 5° 10°     | Bruno Mingeon, Éric Le Chanony, Christophe Fouquet, Alexandre Arbez Bruno Thomas, Michel André, Thibault Giroud, Philippe Paviot                                                                                   |
| 2006 | Torino                 | 19°        | Bruno Mingeon, Christophe Fouquet, Pierre-Alain Menneron, Alexandre Vanhoutte |
| 2014 | Soči                   | 15° 21°    | Loïc Costerg, Romain Heinrich, Florent Ribet, Elly Lefort Thibault Godefroy, Jeremy Baillard, Vincent Ricard, Jérémie Boutherin                                                                                    |
| 2018 | Pyeongchang            | 11°        | Loïc Costerg, Vincent Ricard, Vincent Castell, Dorian Hauterville |
| 2022 | Pechino                | 12°        | Romain Heinrich, Lionel Lefèbvre, Dorian Hauterville, Jérôme Laporal |

### Bob a due maschile
| anno | città                  | classifica | composizione                                                                     |
| ---- | ---------------------- | ---------- | -------------------------------------------------------------------------------- |
| 1932 | Lake Placid            | 11°        | Louis Balsan, Daniel Armand-Delille                                              |
| 1936 | Garmisch-Partenkirchen | 14° 21°    | Jean, Marquis de Suarez d'Aulan, Jacques Bridou Anatole Bozon, Émile Kleber      |
| 1948 | Sankt Moritz           | 11° 12°    | Henri Achille Fould, Henri Evrot Marcel Gayraud-Hirigoyen, Louis Saint Calbre    |
| 1952 | Oslo                   | 5° 17°     | André Robin, Henri Rivière Robert Guillard, Joseph Chatelus                      |
| 1956 | Cortina d'Ampezzo      | DNF        | André Robin, Lucien Grosso André Donnet, Serge Giacchini                         |
| 1968 | Grenoble               | 16° 20°    | Bertrand Croset, Henri Sirvain Gérard Christaud-Pipola, Jacques Christaud-Pipola |
| 1972 | Sapporo                | 9° 11°     | Patrick Parisot, Alain Roy Gérard Christaud-Pipola, Jacques Christaud-Pipola     |
| 1976 | Innsbruck              | 13° 15°    | Alain Roy, Serge Hissung Gérard Christaud-Pipola, Michel Lemarchand              |
| 1984 | Sarajevo               | DNF        | Gérard Christaud-Pipola, Patrick Lachaud                                         |
| 1992 | Albertville            | 14° 17°    | Christophe Flacher, Claude Dasse Gabriel Fourmigue, Philippe Tanchon             |
| 1994 | Lillehammer            | 21° 23°    | Christophe Flacher, Max Robert Gabriel Fourmigue, Philippe Tanchon               |
| 1998 | Nagano                 | 9° 13°     | Bruno Mingeon, Emmanuel Hostache Éric Alard, Éric Le Chanony                     |
| 2002 | Salt Lake City         | 13°        | Emmanuel Hostache, Bruno Mingeon                                                 |
| 2006 | Torino                 | 21°        | Stéphane Galbert, Bruno Mingeon                                                  |
| 2014 | Soči                   | 18°        | Loïc Costerg, Romain Heinrich                                                    |
| 2018 | Pyeongchang            | 13°        | Romain Heinrich, Dorian Hauterville                                              |
| 2022 | Pechino                | 12°        | Romain Heinrich, Dorian Hauterville                                              |

### Bob a due femminile
| anno | città   | classifica | composizione                |
| ---- | ------- | ---------- | --------------------------- |
| 2022 | Pechino | 13°        | Margot Boch, Carla Senechal |

### Monobob femminile
| anno | città   | classifica | composizione |
| ---- | ------- | ---------- | ------------ |
| 2022 | Pechino | 11°        | Margot Boch  |